# Halichondria foraminosa
Halichondria foraminosa är en svampdjursart som först beskrevs av Voldemar Czerniavsky 1880. Halichondria foraminosa ingår i släktet Halichondria och familjen Halichondriidae.
Artens utbredningsområde är Svarta havet. Inga underarter finns listade i Catalogue of Life.